# Джон Стоктон
Джон Г'юстон Стоктон (26 березня 1962, Спокан, штат Вашингтон, США) — американський баскетболіст, який грав на позиції розігруючого захисника. Всю свою баскетбольну кар'єру (1984-2003) провів у команді «Юта Джаз», яка навіки закріпила за ним ігровий №12. Дворазовий олімпійський чемпіон (1992 і 1996 років). Зробив найбільшу кількість результативних передач (15 806) і перехоплень (3 265) за всю історію НБА. Введений до Баскетбольної Зали слави.

## Ранні роки
Джон народився в місті Спокан, штат Вашингтон, в родині Клементини і Джека Стоктонів. Джон навчався в середній школі Ст. Алоізіус, а старші класи закінчував в Гонзага Преп. З 1980 року Джон навчався в рідному місті в університеті Гонзага, де він набирав в середньому 20,9 очка за гру при 57 % влучень з гри в свій випускний рік.

## Кар'єра в НБА
Джон Стоктон набирав в НБА в середньому дабл-дабл — 13,1 очка за гру і 10,5 передач за гру. Він до цих пір володіє рекордом НБА за кількістю передач (15 806), причому зі значним відривом (Джейсон Кідд, який займає друге місце, відстає більш ніж на 3700 передач), а також рекордом за кількістю перехоплень (3265), на 581 перехоплення випереджаючи того ж Кідда (2684), що йде слідом. На рахунку Стоктона п'ять з шести найвищих результатів в НБА за кількістю передач за сезон (ще один належить Айзея Томасу). Джону належить рекорд за кількістю найбільшої кількості матчів за одну команду, а також він є третім баскетболістом після Каріма Абдул-Джаббара і Роберта Періша за підсумковою кількістю матчів у кар'єрі. Джон Стоктон пропустив всього 22 матчі за свою кар'єру, 18 з яких припали на один сезон. Як порівняння: у Джона в кар'єрі було 34 гри, в яких він віддавав 20 і більше передач. 15 січня 1991 року Стоктон в матчі проти «Сан-Антоніо» віддав 28 передач.
Джон зіграв в 10 Матчах всіх зірок НБА, і названий найціннішим гравцем цього матчу в 1993 році разом з Карлом Мелоуном, своїм товаришем по команді «Юта Джаз», в грі, що проходила в Солт-Лейк-Сіті, штат Юта. Стоктон двічі (1992 і 1996) грав за американську олімпійську збірну, відому також як Dream Team I і II. Ці команди вперше складалися з гравців НБА. Джон двічі обирали до збірної НБА за підсумками року, шість разів — в другу збірну і три рази — в третю збірну НБА. П'ять разів обраний в другу збірну НБА по грі в захисті. Джон Стоктон увійшов в число 50 найкращих баскетболістів за історію НБА. Найзначнішим моментом в кар'єрі Стоктона є його переможний триочковий баззер-біттер через руку Чарльза Барклі в шостій грі Фіналу Західної конференції, який вивів «Юту Джаз» в перший з її двох фіналів НБА.
Багато років Джон Стоктон і Карл Мелоун вважалися найкращою комбінаційної парою в НБА: Карл був на вістрі атаки, а Джон його асистентом. Розігруючи пік-н-рольні комбінації, дует став найбільш грізною атакуючою силою НБА 1990-х. Разом вони провели на майданчику 1 412 ігор регулярного сезону. Більшість передач Стоктона були записані йому після влучних кидків Мелоуна.
Стоктон вважався одним з найжорсткіших гравців в НБА. Він був відомий також завдяки своїм «коротким» шортам (на відміну від більшості інших гравців ліги) і своєму суворому стилю одягу і поведінки поза майданчиком.
2 травня 2003 року Джон Стоктон оголосив про свій відхід з баскетболу, причому зробив це в звичайному інтерв'ю, а не на спеціально зібраній прес-конференції. Пізніше відбулася церемонія проводів Джона, на якій оголошено, що місто Солт-Лейк-Сіті перейменовує вулицю навпроти стадіону «Енерджі Солюшнз-арена», де грає «Юта Джаз», в «вулицю Джона Стоктона». Його номер — «12» — піднято під склепіння арени і назавжди вилучено з обігу в команді 22 листопада 2004. Крім того перед «Енерджі Солюшнз-арена» встановлено статую Стоктона, а 23 травня 2006 року поряд поставленостатую його багаторічного партнера Карла Мелоуна.
Поряд з Патріком Юїнгом, Чарльзом Барклі, Домініком Вілкінсом, Елджін Бейлор, Реджі Міллером, Пітом Маравічем і своїм багаторічним партнером Карлом Мелоуном Джон Стоктон вважається одним з найкращих гравців, яким ніколи не вдавалося вигравати чемпіонство в НБА.

## Особисте життя
У Стоктона і його дружини Нади Степовіч є дві дочки — Ліндсі і Лора, а також 4 сини — Х'юстон, Майкл, Девід і Самуель. Вся сім'я сповідує католицизм.

## Статистика виступів в НБА
| *             | Лідер ліги |
| double-dagger | Рекорд НБА |

### Регулярний сезон
| Сезон              | Команда            | GP   | GS   | MPG  | FG%  | 3P%  | FT%  | RPG | APG   | SPG  | BPG | PPG  |
| ------------------ | ------------------ | ---- | ---- | ---- | ---- | ---- | ---- | --- | ----- | ---- | --- | ---- |
| 1984–85            | «Юта Джаз»         | 82   | 5    | 18.2 | .471 | .182 | .736 | 1.3 | 5.1   | 1.3  | 0.1 | 5.6  |
| 1985–86            | «Юта Джаз»         | 82   | 38   | 23.6 | .489 | .133 | .839 | 2.2 | 7.4   | 1.9  | 0.1 | 7.7  |
| 1986–87            | «Юта Джаз»         | 82   | 2    | 22.7 | .499 | .179 | .782 | 1.8 | 8.2   | 2.2  | 0.2 | 7.9  |
| 1987–88            | «Юта Джаз»         | 82   | 79   | 34.7 | .574 | .358 | .840 | 2.9 | 13.8* | 3.0  | 0.2 | 14.7 |
| 1988–89            | «Юта Джаз»         | 82   | 82   | 38.7 | .538 | .242 | .863 | 3.0 | 13.6* | 3.2* | 0.2 | 17.1 |
| 1989–90            | «Юта Джаз»         | 78   | 78   | 37.4 | .514 | .416 | .819 | 2.6 | 14.5  | 2.7  | 0.2 | 17.2 |
| 1990–91            | «Юта Джаз»         | 82   | 82   | 37.8 | .507 | .345 | .836 | 2.9 | 14.2* | 2.9  | 0.2 | 17.2 |
| 1991–92            | «Юта Джаз»         | 82   | 82   | 36.6 | .482 | .407 | .842 | 3.3 | 13.7* | 3.0* | 0.3 | 15.8 |
| 1992–93            | «Юта Джаз»         | 82   | 82   | 34.9 | .486 | .385 | .798 | 2.9 | 12.0* | 2.4  | 0.3 | 15.1 |
| 1993–94            | «Юта Джаз»         | 82   | 82   | 36.2 | .528 | .322 | .805 | 3.1 | 12.6* | 2.4  | 0.3 | 15.1 |
| 1994–95            | «Юта Джаз»         | 82   | 82   | 35.0 | .542 | .449 | .804 | 3.1 | 12.3* | 2.4  | 0.3 | 14.7 |
| 1995–96            | «Юта Джаз»         | 82   | 82   | 35.5 | .538 | .422 | .830 | 2.8 | 11.2* | 1.7  | 0.2 | 14.7 |
| 1996–97            | «Юта Джаз»         | 82   | 82   | 35.3 | .548 | .422 | .846 | 2.8 | 10.5  | 2.0  | 0.2 | 14.4 |
| 1997–98            | «Юта Джаз»         | 64   | 64   | 29.0 | .528 | .429 | .827 | 2.6 | 8.5   | 1.4  | 0.2 | 12.0 |
| 1998–99            | «Юта Джаз»         | 50   | 50   | 28.2 | .488 | .320 | .811 | 2.9 | 7.5   | 1.6  | 0.3 | 11.1 |
| 1999–00            | «Юта Джаз»         | 82   | 82   | 29.7 | .501 | .355 | .860 | 2.6 | 8.6   | 1.7  | 0.2 | 12.1 |
| 2000–01            | «Юта Джаз»         | 82   | 82   | 29.1 | .504 | .462 | .817 | 2.8 | 8.7   | 1.6  | 0.3 | 11.5 |
| 2001–02            | «Юта Джаз»         | 82   | 82   | 31.3 | .517 | .321 | .857 | 3.2 | 8.2   | 1.9  | 0.3 | 13.4 |
| 2002–03            | «Юта Джаз»         | 82   | 82   | 27.7 | .483 | .363 | .826 | 2.5 | 7.7   | 1.7  | 0.2 | 10.8 |
| Усього за кар'єру  | Усього за кар'єру  | 1504 | 1300 | 31.8 | .515 | .384 | .826 | 2.7 | 10.5  | 2.2  | 0.2 | 13.1 |
| В іграх усіх зірок | В іграх усіх зірок | 10   | 5    | 19.7 | .530 | .333 | .667 | 1.7 | 7.1   | 1.6  | 0.1 | 8.1  |

### Плей-оф
| Сезон             | Команда           | GP  | GS  | MPG  | FG%  | 3P%   | FT%   | RPG | APG  | SPG | BPG | PPG  |
| ----------------- | ----------------- | --- | --- | ---- | ---- | ----- | ----- | --- | ---- | --- | --- | ---- |
| 1985              | «Юта Джаз»        | 9   | 0   | 18.6 | .467 | .000  | .743  | 2.8 | 4.3  | 1.1 | 0.2 | 6.8  |
| 1986              | «Юта Джаз»        | 4   | 0   | 14.3 | .529 | 1.000 | .889  | 1.5 | 3.5  | 1.3 | 0.0 | 6.8  |
| 1987              | «Юта Джаз»        | 5   | 2   | 31.4 | .621 | .800  | .729  | 2.2 | 8.0  | 3.0 | 0.2 | 10.0 |
| 1988              | «Юта Джаз»        | 11  | 11  | 43.5 | .507 | .286  | .824  | 4.1 | 14.8 | 3.4 | 0.3 | 19.5 |
| 1989              | «Юта Джаз»        | 3   | 3   | 46.3 | .508 | .750  | .905  | 3.3 | 13.7 | 3.7 | 1.7 | 27.3 |
| 1990              | «Юта Джаз»        | 5   | 5   | 38.8 | .420 | .077  | .800  | 3.2 | 15.0 | 1.2 | 0.0 | 15.0 |
| 1991              | «Юта Джаз»        | 9   | 9   | 41.4 | .537 | .407  | .841  | 4.7 | 13.8 | 2.2 | 0.2 | 18.2 |
| 1992              | «Юта Джаз»        | 16  | 16  | 38.9 | .423 | .310  | .833  | 2.9 | 13.6 | 2.1 | 0.3 | 14.8 |
| 1993              | «Юта Джаз»        | 5   | 5   | 38.6 | .451 | .385  | .833  | 2.4 | 11.0 | 2.4 | 0.0 | 13.2 |
| 1994              | «Юта Джаз»        | 16  | 16  | 37.3 | .456 | .167  | .810  | 3.3 | 9.8  | 1.7 | 0.5 | 14.4 |
| 1995              | «Юта Джаз»        | 5   | 5   | 38.6 | .459 | .400  | .765  | 3.4 | 10.2 | 1.4 | 0.2 | 17.8 |
| 1996              | «Юта Джаз»        | 18  | 18  | 37.7 | .446 | .289  | .814  | 3.2 | 10.8 | 1.6 | 0.4 | 11.1 |
| 1997              | «Юта Джаз»        | 20  | 20  | 37.0 | .521 | .380  | .856  | 3.9 | 9.6  | 1.7 | 0.3 | 16.1 |
| 1998              | «Юта Джаз»        | 20  | 20  | 29.8 | .494 | .346  | .718  | 3.0 | 7.8  | 1.6 | 0.2 | 11.1 |
| 1999              | «Юта Джаз»        | 11  | 11  | 32.0 | .400 | .333  | .739  | 3.3 | 8.4  | 1.6 | 0.1 | 11.1 |
| 2000              | «Юта Джаз»        | 10  | 10  | 35.0 | .461 | .389  | .767  | 3.0 | 10.3 | 1.3 | 0.2 | 11.2 |
| 2001              | «Юта Джаз»        | 5   | 5   | 37.2 | .459 | .000  | .714  | 5.6 | 11.4 | 2.0 | 0.6 | 9.8  |
| 2002              | «Юта Джаз»        | 4   | 4   | 35.3 | .450 | .286  | .923  | 4.0 | 10.0 | 2.8 | 0.3 | 12.5 |
| 2003              | «Юта Джаз»        | 5   | 5   | 29.8 | .462 | .000  | 1.000 | 3.2 | 5.2  | 1.6 | 0.2 | 11.2 |
| Усього за кар'єру | Усього за кар'єру | 182 | 165 | 35.2 | .473 | .326  | .810  | 3.3 | 10.1 | 1.9 | 0.3 | 13.4 |